# Stefan Gierlotka
Stefan Gierlotka (ur. 1 września 1949 w Piotrowicach) – polski inżynier, specjalista w dziedzinie elektrotechniki górniczej oraz elektropatologii porażeń prądem elektrycznym, samorządowiec. Jest autorem 20 monografii książkowych oraz licznych artykułów naukowych wydanych w kraju i zagranicą.

## Życiorys
Jest absolwentem Politechniki Śląskiej w Gliwicach. Stopień naukowy doktora uzyskał z zakresu elektrotechniki górniczej, a habilitował się po przedłożeniu rozprawy „Wpływ uciążliwości ergonomicznych występujących w kopalniach węgla kamiennego na impedancję elektryczną ciała człowieka”. Jest biegłym sądowym ds. wypadków porażeń prądem elektrycznym oraz instalacji urządzeń elektrycznych. Generalny Dyrektor Górniczy II stopnia. Zawodowo związany był z kopalnią „Wujek” w Katowicach. Były ratownik górniczy. Uczestnik strajku w kopalni „Wujek” 14-16 grudnia 1981 roku.
Jest członkiem rady naukowej czasopism: Energetyka, Wiadomości Elektryczne, Napędy i Sterowanie, wiceprzewodniczącym Polskiego Komitetu Bezpieczeństwa w Elektryce SEP, wiceprzewodniczącym Sekcji Elektrotechniki i Automatyki Górniczej SEP oraz członkiem Głównej Komisji Muzealnictwa i Tradycji Górniczych, Górnośląskiego Towarzystwa Literackiego. Oprócz zawodowej działalności naukowej prowadzi badania z kampanologii, historii Górnego Śląska oraz historii techniki.
W latach 1998–2014 był radnym Rady Miasta Katowice, gdzie przewodniczył Komisji Górniczej oraz działał Komisji Rozwoju Miasta.

## Odznaczenia i wyróżnienia
Odznaczony został m.in.:
- Złotym (2003), Srebrnym i Brązowym Krzyżem Zasługi,
- Odznaką honorową „Zasłużony dla Górnictwa RP”,
- Odznaką honorową Zasłużony dla Bezpieczeństwa w Górnictwie,
- Złotym Medalem za Długoletnią Służbę,
- Odznaką „Zasłużony Ratownik Górniczy”,
- Szpadą i Kordzikiem Górniczym,
- Odznaką Honorową za Zasługi dla Województwa Śląskiego,
- Medalem im. S. Fryzego,
- Medalem im. J. Obrąpalskiego,
- Medalem im. S. Andrzejewskiego,
- Złotą odznaką honorową SEP.

## Niektóre publikacje książkowe
- Elektropatologia porażeń prądem. Wydawnictwo Naukowe Śląsk 2006, ISBN 978-83-7164-469-6.
- Piotrowice Śląskie, Wydawnictwo Naukowe Śląsk 2002.ISBN 83-7164-364-0 oraz wydanie trzecie 2014. ISBN 978-83-7164-804-5.
- Uniczowy. Kalendarium historii południowych dzielnic Katowic: Kostuchna, Ochojec, Piotrowice, Podlesie, Zarzecze Wydawnictwo Naukowe Śląsk 2005. ISBN 83-7164-471-X.
- Bazylika Ojców Franciszkanów św. Ludwika i Wniebowstąpienia NMP w Katowicach Panewnikach. Monografia albumowa. Wydawnictwo Naukowe Śląsk 2008.ISBN 978-83-7164-531-0 oraz Wydanie drugie Wydawnictwo Naukowe Śląsk 2013. ISBN 978-83-7164-720-8.
- Betlejka panewnicka czyli żłobek bożonarodzeniowy w Bazylice Ojców Franciszkanów w Katowicach-Panewnikach. Śląsk 2008. ISBN 978-83-7164-566-2.
- Die Basilika der Franziskaner des hl. Ludwigs und Maria Himmelfahrt in Katowice-Panewniki. Monografia albumowa. Wydawnictwo Naukowe Śląsk 2009, ISBN 978-83-7164-565-5.
- Historia górnictwa: technika, mechanizacja, elektryfikacja. Wydawnictwo Naukowe Śląsk. Katowice 2009, ISBN 978-83-7164-595-2 oraz wydanie drugie 2017 (ISBN 978-83-7164-953-0).
- Historia elektrotechniki. Wydawnictwo Naukowe Śląsk. Katowice 2012, ISBN 978-83-7164-714-7.
- Dzwony – Historia, technika wykonywania, napędy. Edycja – Książki Naukowe i Specjalistyczne, Katowice 2013. ISBN 978-83-935389-9-7.
- Elektropatologia oraz bezpieczeństwo przy urządzeniach elektrycznych. Wydawnictwo MEDIUM, Warszawa 2015, ISBN 978-83-64094-43-9.
- Elektryfikacja górnictwa. Wydawnictwo Naukowe Śląsk. Katowice 2016, ISBN 978-83-7164-887-8.
- Podlesie Śląskie. Wydawnictwo Naukowe Śląsk. Katowice 2017, ISBN 978-83-7164-933-2.
- Historia elektrotechniki. Wydanie drugie poprawione i rozszerzone. Wydawnictwo Naukowe Śląsk – Katowice 2021. ISBN 978-83-8183-105-5